# سام سوليك
"سام سولك" هو يوتيوبر ومؤثر في مجال اللياقة البدنية أمريكي.
بدأت فيديوهاته على يوتيوب التي تعرض زياراته إلى صالة الألعاب الرياضية وتدريباته في رفع الأثقال، والتي بدأ في نشرها في عام 2023، تحظى بشعبية كبيرة على الإنترنت، مما أكسبه أكثر من ثلاثة ملايين مشترك في السنة التالية. وقد نُسبت شعبيته من قبل النقاد إلى أسلوبه القابل للتواصل مع المتابعين وجسمه العضلي الكبير.

## الحياة والمسيرة المهنية
درس سولك في مدرسة راثرفورد ب. هايز الثانوية في ولاية أوهايو، حيث بدأ الغطس التنافسي في الصيف الذي سبق عامه الدراسي الثالث. بدأ في حضور جامعة ميامي في عام 2020، حيث انضم أيضًا إلى فريق الغطس في الجامعة، ومنذ عام 2023 كان يدرس الهندسة الميكانيكية. بدأ في نشر فيديوهاته الخاصة بزياراته إلى الصالة الرياضية في يناير 2023. منذ أن بدأ في النشر وحتى عام 2024، كانت جميع فيديوهاته تتبع نفس التنسيق، حيث يظهر وهو يتحدث في سيارته في طريقه إلى الصالة الرياضية، ثم يعرض تدريبه في الصالة، ثم يعود ليتحدث في سيارته مرة أخرى. بحلول عام 2024، كان قد حصل على أكثر من ثلاثة ملايين مشترك على يوتيوب وأكثر من 5.7 مليون متابع على إنستغرام.

## الصورة العامة
كتب كريس ألميدا في صحيفة نيويورك تايمز أن سولك "اختار رؤية معينة وتمسك بها" من خلال ثقته في متابعيه، وأنه "أصبح موضوعًا مثيرًا للاهتمام ليس فقط لأنه ضخم جسديًا وجذاب إلى حد ما، ولكن بسبب التزامه شبه التحدي بإستراتيجية بسيطة على يوتيوب". وفي صحيفة ذا غارديان، وصفه ستيفن براني بأنه "الملك الحالي" لمؤثري اللياقة البدنية في عام 2024 و"المثال المثالي للمؤثر" بسبب قابليته للتواصل مع الجمهور، وتواضعه، وطبيعته العادية، وصدق حديثه، كما كتب أنه "ربما كان أكثر شخص عضلي رأيته على الإطلاق". وفي عام 2024، قالت إليانا رايلي في صحيفة ميامي ستودنت أنه "أحد أكبر المؤثرين في مجال الصالات الرياضية على وسائل التواصل الاجتماعي في الوقت الحالي". وفي جيلريش آيرون، كتب ديلان وولف أنه كان "ربما المؤثر الأكثر شهرة في صناعة اللياقة البدنية الحالية" في 2024، وأنه "يعرف ببساطته، ورفع الأثقال الثقيل، وجسمه المذهل". كما أشاد بادي بيلدر كريس بومستيد بسولك في عام 2023 قائلاً إنه "يأخذ العالم عنوة".
كما واجه سولك اتهامات باستخدام المنشطات الابتنائية، بما في ذلك من بادي بيلدر فيكتور مارتي، والبودكاستر جو روغان، حيث أشار ستيفن براني في صحيفة ذا غارديان في 2024 إلى أنه كان "الشخص الأكثر ذكرًا من قبل الشباب الذين يتحدث معهم [عن استخدام المنشطات]".